# Pheucticus chrysopeplus
Pheucticus chrysopeplus е вид птица от семейство Cardinalidae.

## Разпространение
Видът е разпространен в Гватемала, Мексико и САЩ.